# Licia Piller Hoffer
Licia Piller Hoffer (* 21. April 1974) ist eine ehemalige italienische Bogenbiathletin.
Licia Piller Hoffer stammt aus einer sportbegeisterten Familie, neben anderen war auch ihre Schwester Elda Piller Hoffer erfolgreiche Bogenbiathletin. Bei ihren ersten Weltmeisterschaften 2001 in Kubalonka kam sie für Edmea Ollier in die Staffel und gewann an der Seite von Stefania D’Andrea und Nadia Peyrot hinter der russischen Staffel mit Silber eine erste WM-Medaille. In derselben Besetzung gewann sie auch in Pokljuka bei der Europameisterschaft 2001 hinter Russland die Staffel-Silbermedaille. 2002 gewann sie bei den Weltmeisterschaften in Pokljuka mit D’Andrea und Peyrot erneut hinter Russland die Silbermedaille und wurde zudem Fünfte im Massenstartrennen beim Top-15-Rennen an selber Stelle. 2004 in Pokljuka wurde Piller Hoffer Sechste in Sprint und Massenstart und Achte im Verfolgungsrennen und gewann erneut mit Peyrot und ihrer Schwester die Staffel-Silbermedaille bei der WM hinter den übermächtigen Russinnen. Auch 2005 gewann sie in Forni Avoltri zum vierten Mal in der Besetzung des Vorjahres Staffel-Silber hinter Russland. Im Gesamtweltcup wurde Piller Hoffer 2002 hinter Peyrot und D’Andrea Dritte, in der Gesamtwertung des Einzelweltcups musste sie sich einzig Peyrot geschlagen geben. 2006 wurde die Italienerin hinter Jekaterina Lugowkina und Natalija Jemelina in der Gesamtwertung des Sprintweltcups Drittplatzierte. Ihr gehört mit ihren Geschwistern und anderen Verwandten eine bewirtschaftete Ausflugshütte in der Nähe des Piave.